# Tyzee
Драган Величковски, познатији под уметничким именом Tyzee (Тајзи; Куманово, 21. децембар 1987), македонски је репер, који је био део дуа Скипи и Тајзи (Skipi & Tyzee). Рођен је у Куманову, а своју каријеру започео је као део аматерске реп групе 120ка, да би касније почео да сарађује са Горјаном, познатијим као Скипи.
Током 2016. године објавио је први сингл на српском језику — песму под називом Палимо снимио је заједно са Спејком, победником ријалити програма Велики брат. Нумера је издата за продукцијску кућу Балкатон, са којом је тада започео сарадњу. Новембра исте године, са Спајком је снимио и песму Вози. У оквиру Балкатона, Тајзи је 2017. године издао песму Омилена, током 2018. године објавио песме Параноја и Пабло, а маја 2019. године и песму Гори.

## Дискографија

### Као део дуа Skipi & Tyzee
- Јавај (ft. Шваба, 2009)
- Усни ко бог да збореше (2009)
- Грев (2010)
- Балкан (2010)
- Јави се (2010)
- Златна доба (2010)
- Виртуал дива (ft. Адријан Гаџа, 2010)
- Ѕверови (ft. MEGA, 2010)
- Колку си жешка (2010)
- Dance Flow (2010)
- Баш во клубот (2010)
- Игра без правила (2010)
- Чист бизнис (2010)
- Играј (2010)
- Моја е (2010)
- Она ми се свиѓа (ft. Dj Spejko, 2010)
- Мои ортаци (ft. Van Speedy & Shvaba, 2010)
- Вашите дами (ft. Noz, 2010)
- Умирам со стихови (2010)
- Локална традиција (ft. Speedy, 2011)
- Full (ft. Mega, 2011)
- Моментот (2011)
- Остави политика и појачај тон (2011)
- Лето (2012)
- Екскјуз ми (2012)

### Соло
- Љубов преку музика (ft. Анџелина, 2010)
- Љубов (2013)
- Џабе (2013)
- Пишано е (2013)
- Живеам за себе (2013)
- Регетон (2013
- Дај ми само ден (ft. Iwayo, 2014)
- Чувај ни га боже (2014)
- Дими Џам (ft. Слаткаристика, 2014)
- Дома си е дома (2014)
- Се ми е со тебе (2015)
- Амор (2015)
- Гласот на народот (2015)
- Револуција (2016)
- Палимо (ft. Спејко, 2016)[1]
- Вози (ft. Спејко, 2016)
- Омилена (2017)
- Параноја (2018)[2]
- Пабло (2018)
- Гори (2019)
- Сине (2020)
- Југ (ft. 2Bona, 2021)

## Видеографија
| Спот                             | Година | Режисер                    |
| -------------------------------- | ------ | -------------------------- |
| Играј                            | 2010   | Kinetix                    |
| Моментот                         | 2011   |                            |
| Екскјуз ми (Време е за опуштање) | 2011   | Горјан Јовановски-Скипи    |
| Лето                             | 2012   | Драган Величковски - Тајзи |
| Регетон                          | 2013   | Даниел Јовески             |
| Пишано е                         | 2013   | Даниел Јовески             |
| Чувај ни га боже                 | 2014   | Дарко Манасијески          |
| Дај ми само ден                  | 2014   | Дарко Манасијески          |
| Дими џам                         | 2014   | Владимир Дади Ивановски    |
| Гласот на народот                | 2015   | Владимир Дади Ивановски    |
| Амор                             | 2015   | Владимир Дади Ивановски    |
| Сè ми е со тебе                  | 2015   | Фабрика                    |
| Револуција                       | 2016   | Филип Пауновски            |
| Палимо                           | 2016   | Владимир Дади Ивановски    |
| Вози                             | 2016   | Владимир Дади Ивановски    |
| Омилена                          | 2017   | Илија Зоговски             |
| Параноја                         | 2018   | Тајзи                      |
| Каде сме ние                     | 2018   | Даниел Јовески             |
| Мој живот моја ствар             | 2018   | Тајзи                      |
| Пабло                            | 2018   | Даниел Јовески             |
| Гори                             | 2019   | Даниел Јовески             |
| Сине                             | 2020   | Даниел Јовески             |
| Југ                              | 2021   | Томислав Живковић          |
| Парадокс                         | 2021   | Даниел Јовески             |
| Сувенир                          | 2022   | Тајзи,Дарко Митев          |